# 桂久武
桂 久武（かつら ひさたけ）は、幕末の薩摩藩士、政治家。島津氏分家・日置島津家当主の島津久風の五男。長兄は、第29代藩主・島津忠義の主席家老島津久徴（下総、左衛門）、次兄は、お由羅騒動で犠牲となった赤山靭負。

## 人物
安政2年（1855年）に同じ島津氏分家である一所持・桂家（知行は800石）の薩摩藩士・桂久徴の養子となる。その後、造士館演武係方など要職を務めるが、兄島津久徴が島津斉彬派家老であったために罷免され、それに伴い斉彬の死の直後の文久元年（1861年）には大島守衛方・銅鉱山方に左遷される。このころに流刑中であった西郷隆盛と親交を結ぶ。文久三年（1863年）には藩庁に復帰しており、当時、保守派（佐幕派）と誠忠派（尊皇派,精忠組と連携）に家臣が分裂していた都城領内において、幕府の取締を危惧した保守派の家老北郷資雄らが、誠忠派の志士15名を謹慎、遠島などの厳しい処分に処した事件（誠忠派崩れ、または都城崩れ）で、誠忠派の島津宗家に処分の不当性を訴えたのに対して、久武は詮議の結果、処分を取り消すなどしている。
元治元年（1864年）、大目付となり小松帯刀らと共に藩論の統一に貢献、慶応元年（1865年）には家老に昇格、上洛して桂小五郎を厚遇し、薩長同盟の提携に尽力する。以来西郷から厚い信頼を寄せられ、武力討幕論を支持。明治新政府では明治3年（1870年）、西郷とともに鹿児島藩権大参事となり藩政トップを勤めた。

### 都城県参事としての動向

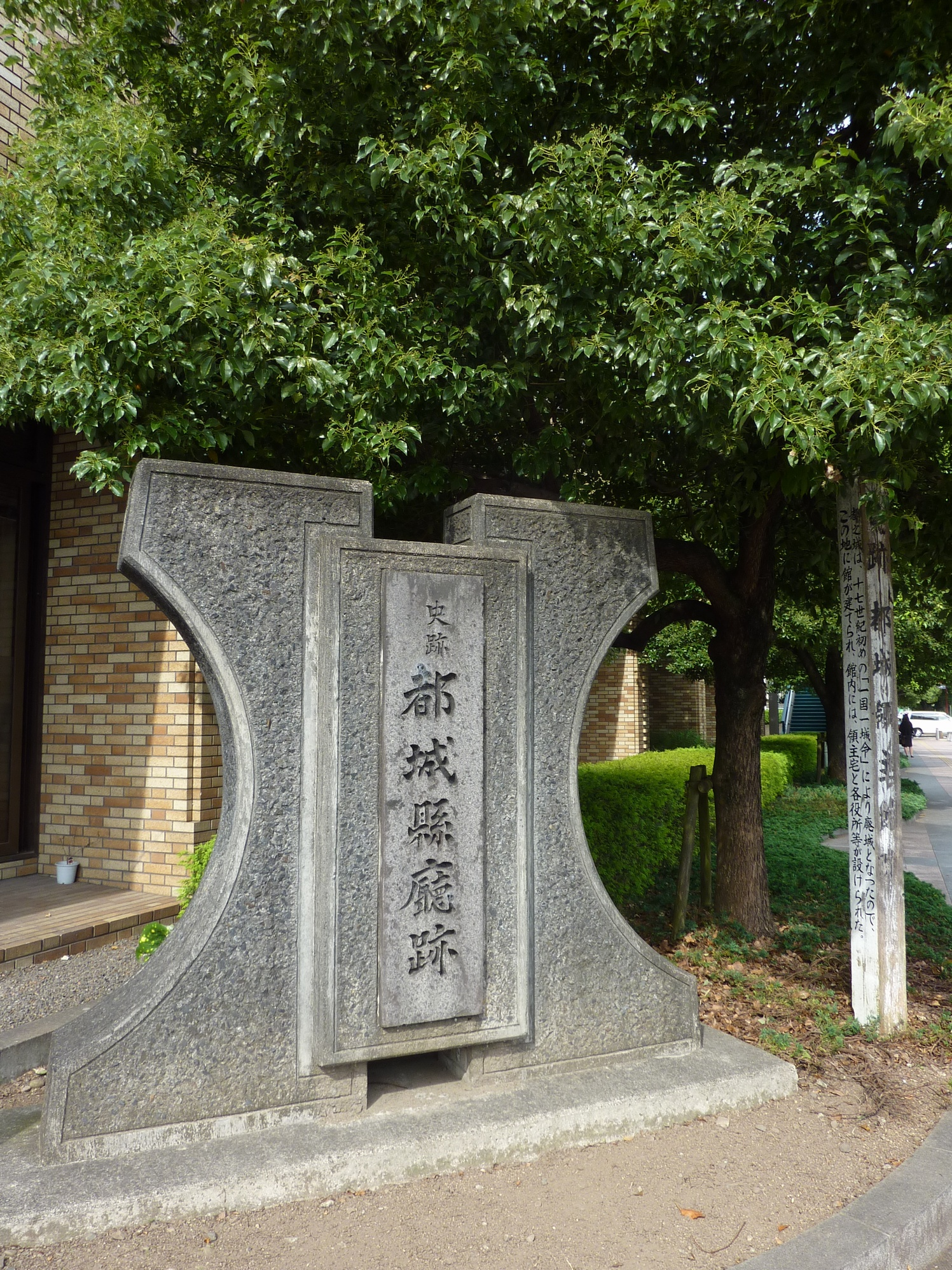
都城県庁跡の碑

明治4年（1871年）11月14日の都城県誕生に伴い、久武は同年12月4日付で県参事就任受書を提出し、都城県政の責任者として動き始める。
都城県政は、明治5年（1872年）2月18日付の管内布告庁を開庁させた事をもって、実質的にスタートした。その布告の内容を見てみると、第一に朝旨（政府の方針）を遵奉する事、第二に学業を勉励し人材を教育すべき事、第三に民事を勃興し県内を富ますべき事とあり、新しい県政に懸ける久武の志向がまざまざと読み取れる。布告の第一からは、久武が中央政府（文中、廃藩置県後はこの表現を使用する）との関係を重視し、第三の内容からは、新県の産業振興について県民の生活向上のために強い課題意識を持って取り組もうとしている様子が窺える。
久武は都城県在勤中に日記を書き残しているが、その記載内容からは教育施設の拡充（学校建設）に向けて尽力する様子が伝わってくる。久武は、着任早々から学校建設に向けてその予定地などを視察している状況を記録しており、同年6月5日には現在の宮崎県における最初の女子教育施設となる都城女学校（後に女学館と改称）の開設に携わる事にもなった。また、日記全体を通して見ると、学事に関する内容が十数件程書かれていて、久武がいかに教育（新しい時代に必要な人材の育成）を重視していたかが分かる。更に日記には、士族の動向に関する記載もみられる。
久武は、従来鹿児島藩領ではなく、県統廃合の過程で新たに都城県域に入った飫肥の扱いには気を遣っていた様である。当地は、戦国期に島津氏と抗争関係にあった伊東氏が明治維新の時期まで統治した地域であり、鹿児島に対する心情的な面から、特に士族の動向に留意する必要があった。銃器に関する件で翌日にはすぐに返答を出しており、更に、3月の行政視察の際には飫肥のみ二泊するなど、連絡・指導に十分な配慮をしつつ、心を砕いている様子が感じられる。
その一方で、飫肥の件とは別に、同日（2月21日）の日記に霧島開拓に関する記載も見られる。前述したように、久武は慶応期から自らの家臣団を派遣して開拓を進めていたが、桑原・崎山の二人の部下に馬の件（おそらく開拓に必要とされたと思われる）で書状を送っている。この霧島開拓に関係のある事柄は、日記中に他にも数度の記載があり、新たな県政がスタートした多忙な状況の中で、久武が士族救済問題にも継続して注意を怠らなかった事には着目しておきたい。そして、久武が参事就任後に着手した内容としてもう一点挙げておきたいのが、都城・鹿児島・美々津三県の管轄地交替に関する件である。久武は明治5年1月9日、鹿児島県参事の大山綱良と連名で政府に管轄地交替願を提出している。
三県成立時の県境設定は、大淀川などの大河やその他の漠然とした自然地形を以て定められた経緯もあり、歴史的条件や民情が十分に配慮されていなかった。おそらく久武は、新県の県境設定から生じる様々な問題発生（ここでは特に年貢収納を一例として挙げている）を危惧し、参事就任早々に管轄地交替願を出したと思われるが、その前に西郷にも相談していた事が文面から分かる。その結果、同年5月12日付の太政官達により、地形において不便利、民心にも不都合があるとの理由で都城県姶良郡・菱刈郡一円、大隅国桑原郡の内、栗野・横川郷が鹿児島県域になるなどの移管が実現した。
この移管実現には、同年3月に県域の行政視察を実施して実態を把握した久武の意見が十分反映されたと予想される。おそらく、前述した地形や歴史的条件、民意などが再度、吟味された結果だと思われるが、この時点から大山との協力が始まっており、以降、両者は継続して連携を深めていく事になる。
久武は、同年4月18日より大山、美々津県参事の福山健偉らと共に上京するが、その目的はそれぞれの県政に関する陳情及び西郷ら同郷の政府要人との意見交換・交流であった。この上京の行程を書き記した日記には、久武ら旧鹿児島藩領域に関係する地域の県政担当者が、西郷らと数度に亘り親密な交流を行っている様子が記載されている。この交流の中で管轄地交替願の件は当然話題に上ったと考えられ、久武にとっての最大の協力者であり、中央政府の参議として絶大な発言権を有した西郷が強力な支援をした事は推察できる。
加えて、もう一人の鹿児島出身の政府実力者である大久保利通との交流についても触れておきたい。大久保は明治4年11月より岩倉使節団の副使として外遊中であったが、アメリカで条約改正の交渉中に政府の委任状を求められ、伊藤博文と共に一時帰国していた。海外視察を終えた後、内務省設立に尽力するなど地方行政にも興味関心を抱いていた大久保に久武が様々な相談をしたであろう事は想像できるが、大久保には時間的制約もあり、積極的に援助する余裕はなかった様である。
その一方で日記全般を見渡してみると、同じく鹿児島出身の五代友厚に関する記載が多く、頻繁に面会していた状況が分かる。五代は明治2年に政府を退官したが、大阪の経済発展に尽力しつつ、鉱山経営などにも従事していた。久武は、都城県参事就任前から旧鹿児島藩領域に関する諸問題について五代と書翰のやりとりをしており密接な交流が窺える。まず、廃藩置県後の明治4年10月21日付で久武が五代に送った書翰を見るとこの一大変革に対する久武の率直な感想が述べられており、その後の久武の動向を見ていく上で参考となる。
書翰の中で久武は、廃藩置県の突如の実施に驚く一方で、その進捗が予想以上に上手く進んだ事に感服しつつ、その後の鹿児島県の状況を懸念している。そして、久武が最も危惧したであろう士族の反応については、大規模な反対運動もなく落ち着いた状況である事を五代に伝えているが、これは廃藩置県直後の西郷宛書翰と共通した内容である。おそらく五代にとっても自分の出身藩である鹿児島藩の動向は関心事であったと思われ、久武も必要な情報として伝えたのであろう。この書翰の約2ヶ月後、今度は逆に五代が久武に書翰を送っている（推定明治4年12月15日付）が、久武の都城県参事就任を知った五代の心情が綴られており、両者の関係を更に理解する上で参考になる史料である。
文面からは、都城県参事就任について、五代が久武本人にとっては良い人事であるとの感想を抱きつつも、鹿児島県で起こるであろう諸問題について懸念している様子が分かる。また、文面にもあるように、同郷の市来政清にも同様の事を伝えるので、市来からも話を聞いて欲しい旨を伝えている。
参事就任を機に久武に上京を促し、それを心待ちにしつつも、鹿児島県の形勢を強く憂い歎く五代の心境が伝わる内容である。五代は久武に対し敬称で気を遣いながらも、かなり本音の部分を語っている様に思われるが、それはおそらく幕末期以来の両者間の厚い信頼関係（主に藩の対外政策等に対して共に処してきた間柄）があったからこそと思われる。
五代が書翰中に書いた「鹿児島県の御形勢百藩ニ対候而も汗顔ニ不堪」とは具体的にどのような状況を意味するかを考えていく手がかりとして、上京中の久武に西郷が送った書翰と久武が自らの動向を書き記した前述の上京中の日記から、参考となる部分を以下抜粋する。まずは明治5年5月3日付の久武宛西郷書翰である。
書翰からは久武が都城県を含めた旧鹿児島藩域の財政上の諸問題を大蔵省と交渉するに当たり、西郷が経済問題に長けた五代を通して行う事を勧めている事が分かる。但しこの時期、大蔵省側の担当である大蔵大輔の井上馨が不在であったため、省内で隠然たる力をもっていた参議の大隈重信と交渉する必要があった。因みに西郷は書翰の最後で、五代を通じての交渉が上手く運んだとしても改めて大隈と直談判して確約をとるのが望ましいと述べており、地方官に対して高圧的に臨む中央政府の官僚の姿勢を懸念して伝えている。
また、この文面の中で西郷は大隈を詐欺師扱いするなど、一個人としても露骨に嫌っている様子が窺える。更に云うと、西郷は五代についても批判的な内容の書翰を久武に送っており、一般に西郷が経済問題に疎いという理由で、大隈や五代、井上ら経済通を嫌っていたという見方が持たれがちであるが、それは大きな誤解であると考えられる。
五代にとっても出身藩に関わる財政上の諸問題は無関心ではいられなかった筈であり、それが信頼する久武の役に立つ事であれば猶更であったと思われる。また、久武は上京中、鹿児島県参事の大山綱良と行動を共にする事が多く、五代は大山からも相談を受けていると推察できる記載が日記に見られる。
ここに出て来る「鹿児島糖商社」であるが、当時、鹿児島県では藩政期以来続いていた奄美諸島の黒砂糖専売制を止めて新しく士族の商社を作り、その商社に生産から販売まで全ての権限を与えて多くの貧窮士族の救済を図ろうとする動きがあった。元々、この案は久武が西郷に申し入れたものであり、対し西郷は案に同意しながらも、あまり各地で売り広め過ぎたら地方行政に圧を強める大蔵省に目を着けられ利益を取り上げられる恐れがあるから注意が必要、と述べている。（当時、大島諸島の貢糖は、大阪租税寮出張所に現物を納める様になっていた）
この商社に関しては、おそらく日記の記載にあるように、大山が久武と連携して商社願立の書付草稿を五代に頼み、大蔵省との折衝に向けた事前準備をしていたのであろう。そして、先述の明治5年5月3日付久武宛西郷書翰の内容にある大蔵省と交渉すべき財政上の諸問題（「大蔵省に御申し立ての一条」）にも商社願立の問題が含まれていた可能性は十分に考えられる。結果的にこの商社は「大島商社」として稼働し始め、利糖（利益分の砂糖）の一部を士族へ配分した事もあった様である。
貧窮士族の救済は、久武や大山ら旧鹿児島藩域の地方行政担当者にとって、彼等の不満を抑えて反乱等を防止する意味でも非常に重要な問題であった。しかし、渡欧経験があり、開明的な思想の持ち主であった五代にとっては、旧支配者層であり、他藩に比べ多くの人口割合を占める鹿児島士族を保護する政策が余りにも過保護で時代にそぐわないものに見えたのではないだろうか。この点で見ると、版籍奉還建議の際に紹介した森有礼（五代と共に渡欧）の急進的な思考と共通する部分があるように思える。また元来、五代自身が若い頃から薩摩独特の剛健な士風に馴染んでいた様子があまり見受けられず、逆に旧弊を嫌って藩外での活動の場を広げようとした節が感じられる。例えば、西郷ら武断派グループとの接点も見当たらず、薩英戦争で英国の捕虜になって以降、彼等からの反感は明治期に入ると一層増幅されていった。その状況下で、西郷派とも言える久武とだけは頻繁に書翰をやり取りしているが、理由としては久武の人柄に対する信頼感や、その実務能力を高く評価していた事などが考えられる。そして、五代は久武が早くから士族救済を切実な問題として重く捉えて苦心していたのを十分承知しており、書翰にはこの問題について敢えて断定的に書かなかったと想定される。
更に日記には久武が五代に借金の相談をするなど、現実的でシビアな内容についても記載されている。それらも含めて考えると、久武が五代と交流を深めた目的は大蔵省との折衝など県財政の諸問題に加えて、金銭面での融通であった事も見えてくる。久武にとって、五代がいかに経済面で頼れる存在であったかが想像できる。その一方で、廃藩置県後の明治4年10月21日付で、久武が五代へ鹿児島の産業振興に向けた建設的な内容の意見を送っている。
この中で久武は五代に対し、県経済の活性化のためにはまずは商社を設立していくべきであると述べている。更にその一環として、山ヶ野金山の活用に着目し、但馬（現在の兵庫県）の生野銀山も手掛けたフランスの鉱山技師コハニ（コアニー）が高く評価している事にも触れつつ、その再開発の必要性を強く訴えている様子が分かる。なお、全国の鉱山は廃藩置県後に国が没収するが、旧鹿児島藩域の鉱山だけはその対象にされなかった。これは、維新政府における倒幕の主体としての鹿児島藩の地位がそうさせた様である。
山ヶ野金山は現在の鹿児島県霧島市横川町山ヶ野地域に位置し、寛永17年（1640年）に発見された。日本屈指の金の含有量を誇り、江戸後期までの約200年間で25トンの金が産出されたが、幕末期には採掘場所も地中深部となり産出量が減少していた。それでも、1年間の平均収入は3万6千両程であり、薩摩藩の貴重な財源であった様である。幕末期、藩主の島津斉彬や忠義は、藩の主要産業の一つとして山ヶ野金山を位置付けて視察に訪れているが、特に忠義は慶応3年に前述のコアニーを招き、西洋の近代技術を導入して金の回収率向上を図っている。なお、この金山のある横川郷は一時都城県の管轄であったため、参事に就任した久武が引き続き再開発を進め増収に向けて強い興味関心をもっていたであろう事は書翰の内容から十分に考えられる。
その後、前述した県の管轄地交替により、明治5年5月に横川郷は都城県から鹿児島県に移管され、山ヶ野金山についても行政区分上は鹿児島県域となった。鹿児島県参事の大山も山ヶ野金山に興味をもった様であり、明治5年9月19日付の久武宛書翰の中で、採掘状況が好転している様子を伝えている。大山がこの再開発にどれだけ意欲的であったかを当書翰のみで推し量る事は困難であるが、久武は前担当者として、大山へも適宜助言していた可能性がある。と言うのも、久武は山ヶ野金山及び旧鹿児島藩域内の鉱山開発への関与を五代と連携し継続して行おうとしている様子が前掲の書翰から読み取れ、地方行政の責任者としてこの事業の成功に強い思いを抱いていたと思われるからである。

### 都城県参事辞任後の動向

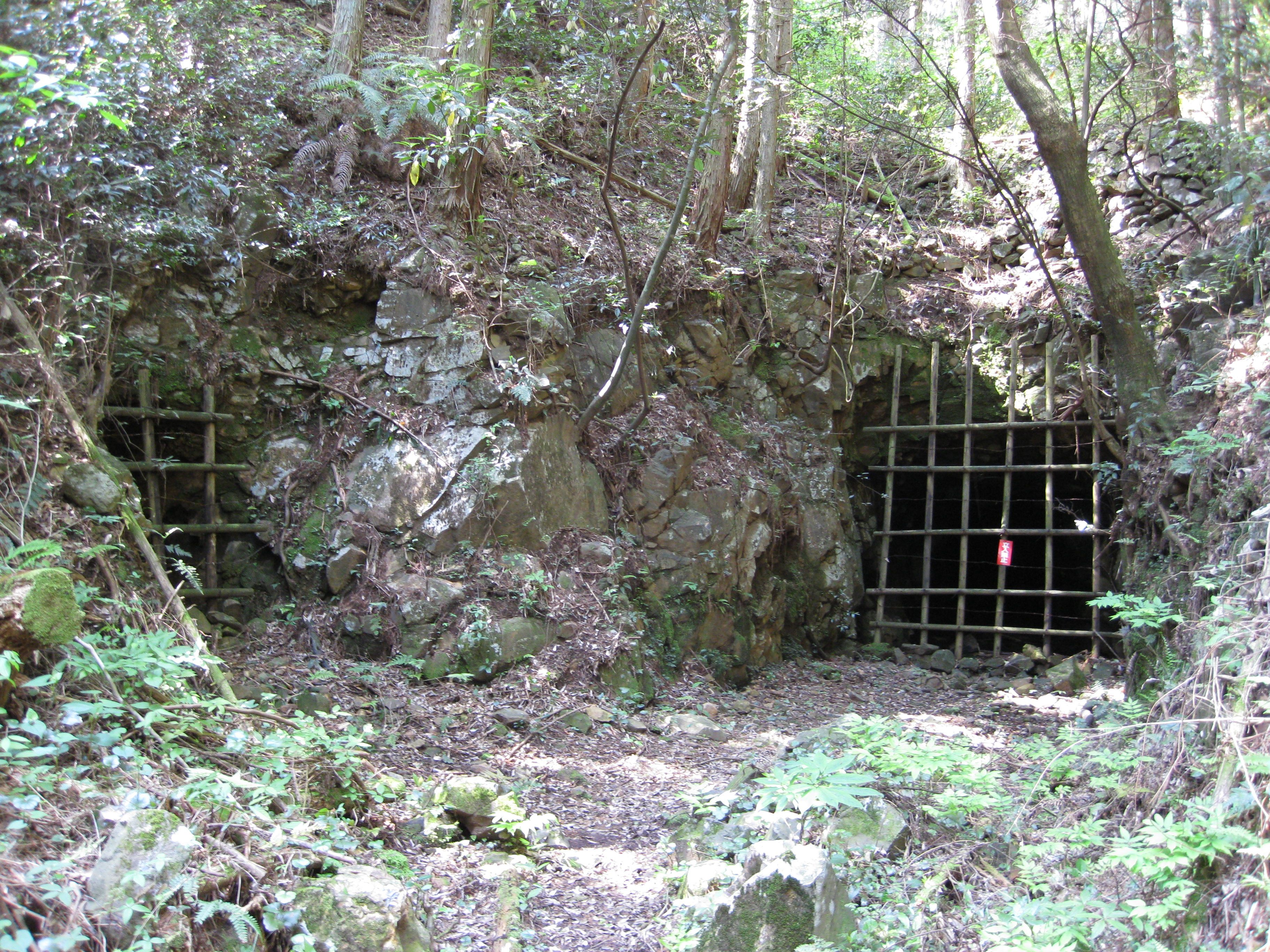
山ヶ野金山の坑道入口

明治六年（1873年）1月15日の都城県廃止に伴い、久武は豊岡県（現在の兵庫県の一部）県令就任の命令を同日に受けたが、健康上の問題を理由に辞退する。しかし、容易に認められず、許可が下りたのは同年の6月14日であった。その様な中で久武を中央政府へ出仕させる動きがあった。
明治6年3月17日付で大蔵省三等出仕の渋沢栄一が「御用之儀有之候条、至急出京可有之候、此段相達候也」の通達により、久武に同省への出頭を求めた。上京を求めた詳細な理由は不明であるが、豊岡県令就任を辞退した久武を渋沢が大蔵省の役人へ起用したいと考えたのではないかと推察できる。この要請には都城県参事として大蔵省と折衝していく中で久武の人柄や能力が高く評価されていった事が窺える。後に渋沢は経済界において「西の五代、東の渋沢」と並び称されるように五代と共に近代日本における資本主義経済の発展に大きく寄与していくが、久武はこの両者から必要とされた稀有な人材であったと言える。この様な状況に対し、久武は同年3月30日付で五代に宛てた書翰の中で自らの心情を赤裸々に伝えている。
この書翰で久武は豊岡県権令の就任辞退が中々認められず難儀している事や、中央政府に対する不平が理由で辞退したとの評が立つのは心外であるとして、辞退の許可が出るまでは謹慎するつもりであると書いている。そして、遠からず五代と面会し色々と話が出来る事を楽しみにしていると続けているが、話題はやはり鉱山開発の件であった。久武は先に述べた大蔵省への出仕要請についても丁重に辞退したと思われ。その誠実な一面を垣間見る事ができる書翰である。そして更に、豊岡県権令就任辞退の許可が下りた後も久武が政府への出仕を要請されていた事が明治7年（1874年）3月19日付で大久保利通が五代に宛てた書翰から窺える。
史料の解説によると、大久保は五代を通して久武を中央政府に任官させようとしたが、久武自身の内情（個人的な事情）のために実現できなかった、とある。時期的に考えると、明治六年の政変によって西郷が政府を退官し鹿児島に帰郷した後の動きであり、当政変は久武の内情にも多大な影響を与えたと思われる。結果として、大久保が期待した久武の財務能力は皮肉にも、西南戦争時の兵站部門（小荷駄隊長として、金穀や兵士募集を担当）で活かされる事になった。
前掲の明治6年3月30日付五代宛久武書翰の続きを見ていくと次の様な記載がある。
先述した様に五代は政府退官の後、鉱山経営等に従事していたが、書翰で久武は五代に鹿児島・宮崎両県内の鉱山開発を委任したいと述べている。そして、その利益で学校（教育）にかかる費用を賄いたいと伝えており、久武が参事辞任後も教育に対する熱意を持ち続けていた様子が分かる。また、延岡の鉱石などを良質としつつも、山ヶ野金山で採れる鉱石の品質に再度、言及するなど、久武の山ヶ野金山に対する評価が一貫して高い事も読み取れる。この内容に関連した記述が、明治7年3月21日付で久武が五代に送った書翰に見られる。
五代に対し久武は山ヶ野金山の鉱石が良質であると認めつつも、その限られた量に言及し、産金額を更に増加させるためには機械を導入した最新式の技術による掘削が不可欠であると強く説いている。このような考えの下、明治10年（1877年）にフランスの鉱山技師ポール・オジェを招き坑道内を整備するなどの合理化を図った。更に、鉱脈の掘削には火薬（発破）を使用して作業効率の向上を目指すが、期待された結果が出せずオジェは解雇された。久武は西南戦争に従軍したためにオジェの取組を最後まで見届ける事が出来なかったと思われるが、鉱山開発に拘ったその心中には、事業拡大による士族の雇用確保も狙いの一つとしてあったものと推測される。
西南戦争前年の明治9年（1876年）に廃刀令の施行及び秩禄処分が断行される等、士族の特権廃止が相次いで実施されるが、この状況を懸念した久武は、士族の現状や将来を憂う内容の書翰（明治9年9月26日付）を五代に書き送っている。それを見ると文面の多くは士族問題と鉱山開発に関する内容であり、当時の久武にとってこの二点はどちらも重要な問題であった。都城県参事辞職後から西南戦争従軍までの間、久武の動向に表立った活動は見られないが、士族救済と鉱山開発による地域経済の活性化問題は絶えず久武の念頭にあったであろう事は想像に難くない。その久武が鉱山開発などで目指していたビジョンの達成を途中放棄し、西南戦争に従軍した事は周知の事実である。
明治10年（1877年）、西南戦争で西郷隆盛が挙兵すると西郷側に参軍する。元々従軍するつもりはなかったが、2月17日に西郷の出陣を見送りに行った際に翻意し、家人に刀を取りに帰らせ、そのまま従軍した。従軍後は薩軍の輜重の責任者をつとめた。同年9月24日、城山において流れ弾に当たり戦死した。享年47。
大正5年（1916年）、従五位を追贈された。

## エピソード
伝承によると西南戦争時、弓矢を装備して戦ったと言われ、そのため、日本の戦史上、最後に弓矢を用いた人物とされている。